# Sint-Willibrorduskerk (Viersel)

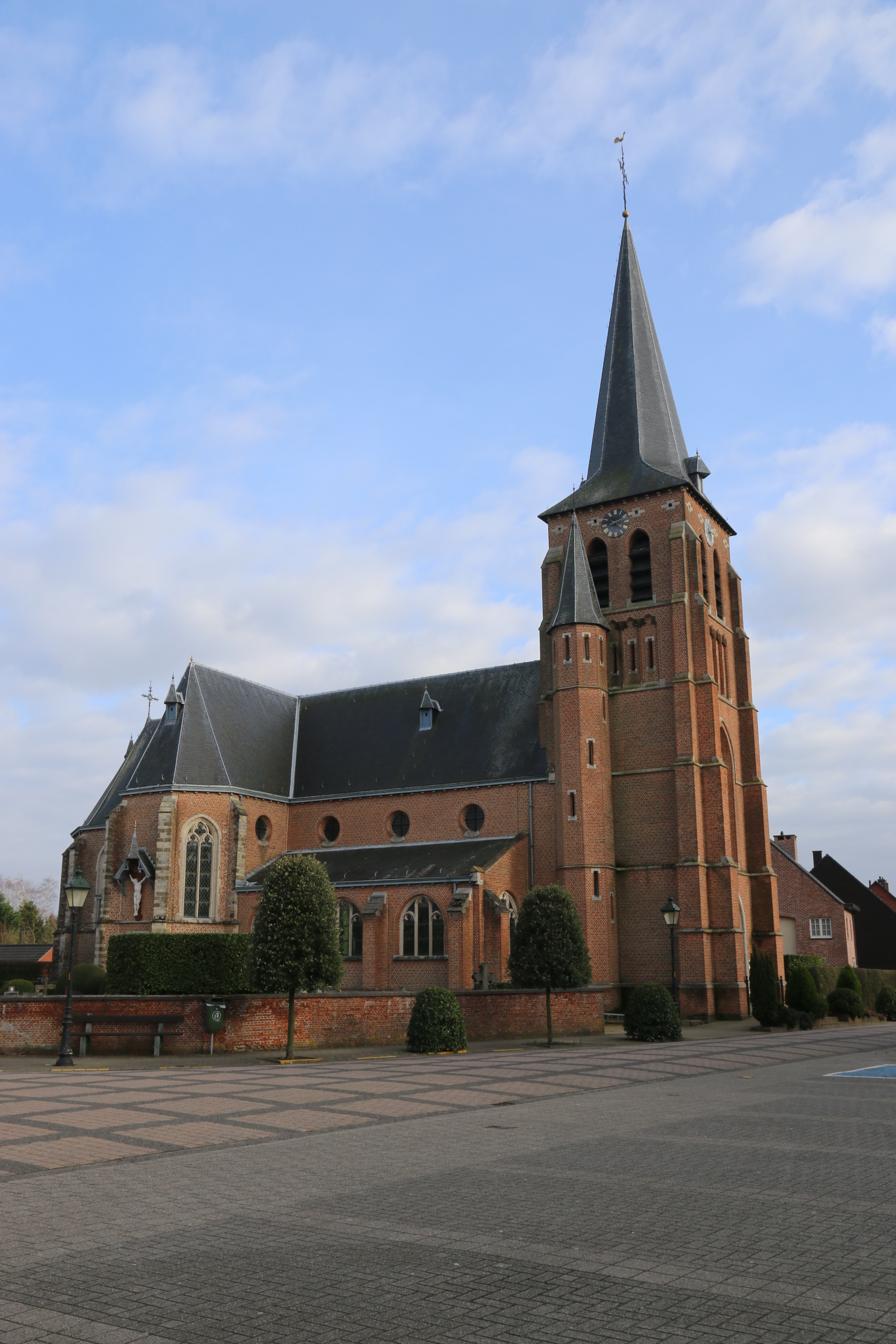
Sint-Willibrorduskerk

De Sint-Willibrorduskerk is de parochiekerk van de tot de Antwerpse gemeente Zandhoven behorende plaats Viersel, gelegen aan de Beemdstraat.

## Geschiedenis
Deze kerk bevindt zich op de plaats van het voormalige gehucht Voorschoten dat later een onderdeel van Viersel werd.
De oudste delen van de kerk, namelijk het transept en het koor, zijn 15e-eeuws en gebouwd in Kempense gotiek. In 1730 werd de sacristie aangebouwd. Kerkschip en toren zijn neogotisch en werden gebouwd in 1888-1889 naar ontwerp van Eugeen Gife.
Tijdens beide wereldoorlogen liep de kerk enige schade op, die daarna hersteld werd.

## Gebouw
Het betreft een georiënteerde bakstenen basilicale kruiskerk met driezijdig afgesloten koor en voorgebouwde toren. Deze neogotische toren heeft vijf geledingen en een ingesnoerde naaldspits.

## Interieur
Het interieur wordt overkluisd door een houten spitstongewelf. Het meubilair is overwegend neogotisch. De preekstoel, in barokstijl, is van 1679.